# Calafell
Calafell település Spanyolországban, Tarragona tartományban. Calafell Castellet i la Gornal, Cunit, El Vendrell és Bellvei községekkel határos. Lakosainak száma 31 828 fő (2024).

## Népesség
A település népessége az elmúlt években az alábbi módon változott:
| Lakosok száma | 138  | 1169 | 1818 | 2170 | 5842 | 17 277 | 24 265 | 24 333 | 26 538 | 31 828 |
|               | 1717 | 1887 | 1936 | 1960 | 1986 | 2004   | 2009   | 2014   | 2019   | 2024   |